# Let’s Get to It
Let’s Get to It – czwarty album studyjny australijskiej piosenkarki Kylie Minogue. Został wydany 14 października 1991 roku. Podobnie jak na jej poprzednich płytach, materiał został wyprodukowany przez zespół producentów Stock Aitken Waterman (bez Matta Aitkena, który opuścił go na początku 1991 roku). W odróżnieniu od poprzednich dokonań piosenkarki, "Let’s Get to It" zawiera bardziej zróżnicowaną muzykę pop i R&B, z wpływami new jack swing, muzyki house, dance-popu i hip-hopu.

Album otrzymał mieszane recenzje od krytyków. Wielu z nich zauważyło zmianę w wizerunku, jednakże uważali oni materiał muzyczny za nieprzykuwający uwagi. Let’s Get to It jest najsłabiej radzącą sobie płytą Minogue na listach sprzedaży, gdyż jako jedyna nie dotarła do pierwszej dziesiątki zestawienia zarówno w Wielkiej Brytanii, jak i w rodzimej Australii, chociaż na tym rynku został certyfikowany złotem. Album zajął tam miejsca kolejno #13 i #15, a także dotarł do 37 miejsca na japońskiej liście Oricon. Płyta była promowany trasą Let’s Get to It Tour.

## Informacje
Let’s Get to It został nagrany latem 1991 roku. Był to ostatni album studyjny, jaki nagrała w wytwórni PWL. Płyta wyróżnia się dużą liczbą piosenek, w których tworzeniu brała udział sama wokalistka (7 na 10 utworów).

## Lista piosenek
| Nr  | Tytuł utworu                                       | Autorzy                                    | Długość |
| --- | -------------------------------------------------- | ------------------------------------------ | ------- |
| 1.  | „Word Is Out”                                      | Mike Stock, Pete Waterman                  | 3:35    |
| 2.  | „Give Me Just a Little More Time”                  | Ronald Dunbar, Edyth Wayne                 | 3:08    |
| 3.  | „Too Much of a Good Thing”                         | Kylie Minogue, Stock, Waterman             | 4:24    |
| 4.  | „Finer Feelings”                                   | Stock, Waterman                            | 3:54    |
| 5.  | „If You Were with Me Now (z Keithem Washingtonem)” | Minogue, Stock, Waterman, Keith Washington | 3:11    |
| 6.  | „Let’s Get to It”                                  | Stock, Waterman                            | 4:49    |
| 7.  | „Right Here, Right Now”                            | Minogue, Stock, Waterman                   | 3:52    |
| 8.  | „Live and Learn”                                   | Minogue, Stock, Waterman                   | 3:15    |
| 9.  | „No World Without You”                             | Minogue, Stock, Waterman                   | 2:46    |
| 10. | „I Guess I Like It Like That”                      | Minogue, Stock, Waterman                   | 6:00    |
|     |                                                    |                                            | 38:54   |

| Bonusowe CD, wersja japońska 1991 | Bonusowe CD, wersja japońska 1991     | Bonusowe CD, wersja japońska 1991 |
| Nr                                | Tytuł utworu                          | Długość                           |
| --------------------------------- | ------------------------------------- | --------------------------------- |
| 1.                                | „Word Is Out (instrumental)”          | 3:31                              |
| 2.                                | „Step Back In Time (instrumental)”    | 3:48                              |
| 3.                                | „What Do I Have To Do (instrumental)” | 3:30                              |

| Utwory dodatkowe na reedycji albumu w wersji japońskiej w 2012 roku | Utwory dodatkowe na reedycji albumu w wersji japońskiej w 2012 roku | Utwory dodatkowe na reedycji albumu w wersji japońskiej w 2012 roku |
| Nr                                                                  | Tytuł utworu                                                        | Długość                                                             |
| ------------------------------------------------------------------- | ------------------------------------------------------------------- | ------------------------------------------------------------------- |
| 1.                                                                  | „Do You Dare (NRG Edit)”                                            | 3:21                                                                |
| 2.                                                                  | „Closer (Pleasure Mix)”                                             | 6:48                                                                |
| 3.                                                                  | „Say The Word - I’ll Be There”                                      | 4:12                                                                |
| 4.                                                                  | „Word Is Out (Summer Breeze 12" Mix)”                               | 7:44                                                                |
| 5.                                                                  | „If You Were With Me Now(Extended)”                                 | 5:09                                                                |
| 6.                                                                  | „Give Me Just a Little More Time (Extended)”                        | 4:34                                                                |
| 7.                                                                  | „Finer Feelings (Brothers in Rhythm 12")”                           | 6:48                                                                |

## Listy sprzedaży
| Lista (1991)                 | Najwyższa pozycja |
| ---------------------------- | ----------------- |
| Australian Albums Chart      | 13                |
| Japanese Oricon Albums Chart | 37                |
| UK Albums Chart              | 15                |

## Skład
- Kylie Minogue – wokal
- Julian Gingell – keyboard
- Mike Stock – keyboard, aranżer, chórki, producent
- Gary Barnacle – saksofon
- Paul Riser – aranżer
- Paul Waterman – aranżer, asystent inżyniera dźwięku, producent
- Keith Washington – śpiew w "If You Were With Me Now"
- Lance Ellington – chórki
- Tee Green – chórki
- Phil Harding – chórki
- Carol Kenyon – chórki
- Mae McKenna – chórki
- Leroy Osbourne – chórki
- Miriam Stockley – chórki
- Mick Wilson – chórki
- Dave Ford – miksowanie
- Peter Day – inżynier dźwięku
- Gordon Dennis – inżynier dźwięku
- Matt Le Flem – asystent inżyniera dźwięku
- Jason Barron – asystent inżyniera dźwięku
- Dean Murphy – asystent inżyniera dźwięku
- Dillon Gallagher – asystent inżyniera dźwięku
- Chris McDonnell – asystent inżyniera dźwięku
- Les Sharma – asystent inżyniera dźwięku
- Juergen Teller – fotografia